# Варжан
Варжан (порт. Varjão) — муниципалитет в Бразилии, входит в штат Гояс. Составная часть мезорегиона Юг штата Гойас. Входит в экономико-статистический микрорегион Вали-ду-Риу-дус-Бойс. Население составляет 3589 человек на 2006 год. Занимает площадь 519,029 км². Плотность населения — 6,9 чел./км².
Праздник города — 14 ноября. 

## История
Город основан в 1925 году.

## Статистика
- Валовой внутренний продукт на 2003 год составляет 20 126 995,00 реалов (данные: Бразильский институт географии и статистики).
- Валовой внутренний продукт на душу населения на 2003 год составляет 5658,42 реалов (данные: Бразильский институт географии и статистики).
- Индекс развития человеческого потенциала на 2000 год составляет 0,729 (данные: Программа развития ООН).

## География
Климат местности: тропический.